# Entolasia
Entolasia is een geslacht uit de grassenfamilie (Poaceae). De soorten van dit geslacht komen voor in delen van Afrika, Azië, Australazië en het Pacifisch gebied.

## Soorten
Van het geslacht zijn de volgende soorten bekend: 
- Entolasia imbricata
- Entolasia marginata
- Entolasia olivacea
- Entolasia stricta
- Entolasia subjuncea
- Entolasia whiteana